# Ochrodion testaceum
Ochrodion testaceum är en skalbaggsart som först beskrevs av Charles Joseph Gahan 1892.  Ochrodion testaceum ingår i släktet Ochrodion och familjen långhorningar. Inga underarter finns listade i Catalogue of Life.